# Мицкевич, Владимир Фёдорович
Влади́мир Фёдорович Мицке́вич (бел. Уладзімір Фёдаравіч Міцкевіч; 21 января 1920, д. Юровичи, Юровичская волость, Речицкий уезд, Гомельская губерния, РСФСР — 16 февраля 1983, Минск, Белорусская ССР, СССР) — советский белорусский партийный и государственный деятель. Первый заместитель председателя Совета министров Белорусской ССР (1974—1983).

## Биография
Окончил Гомельский зоотехникум (1939), военное авиатехническое училище (1940), высшую партийную школу при ЦК ВКП(б) — КПСС.
Трудовую деятельность начал в 1939 году зоотехником. В 1939—1946 годах — в РККА. С 1946 года — инструктор Тамбовского областного комитета ВКП(б), с 1948 года — директор Минской инкубаторно-птицеводческой станции. После работал инструктором Минского областного комитета КП(б) Беларуси, заместителем начальника Минского областного управления сельского хозяйства, с 1950 года — второй, а затем — первый секретарь Смолевичского районного комитета КП(б) Беларуси.
С октября 1955 до апреля 1962 года был председателем исполнительного комитета Минского областного Совета.
С апреля 1962 до января 1968 года — первый секретарь Гродненского областного комитета КП Беларуси.
С 1968 до 1974 года года был секретарем ЦК КП Беларуси.
С апреля 1974 года и до своей смерти был первым заместителем председателя Совета Министров Белорусской ССР.
Избирался членом ЦК (1956) и бюро ЦК (1968) компартии Беларуси, с 1976 до 1983 года был членом Центральной ревизионной комиссии КПСС.

## Награды
- орден Трудового Красного Знамени (18.01.1980)[3]
- медали

## Память
Имя В. Ф. Мицкевича носит УО «Полесский государственный аграрный колледж» в городе Калинковичи.